# Cormura brevirostris
Cormura brevirostris — монотипний вид мішкокрилих кажанів родини Emballonuridae.

## Поширення
Країни поширення: Болівія, Бразилія, Колумбія, Коста-Рика, Еквадор, Французька Гвіана, Гаяна, Нікарагуа, Панама, Перу, Суринам, Венесуела. Знайдено від низовин до 1000 м. Ці кажани пов'язані з потоками і вологими місцями, переважно в рівнинних і тропічних вічнозелених лісах.

## Морфологія
Голова і тіло довжиною 50—60 мм, хвіст довжиною 6—12 мм, передпліччя  довжиною 43—50 мм, середня вага 8.6 гр. для самців і 10.2 гр для самиць. Верх тіла червонувато-коричневий чи чорнувато-коричневий, низ блідіший. Є сумкоподібна залоза на крилах.

## Поведінка
Вони живуть у лісі і полюють на невеликих відкритих просторах, в основному завдяки довгому, повільному польоту на висоті близько 20 метрів. Активність настає незабаром після заходу сонця, харчується дрібними літаючими комахами.

## Загрози та охорона
Вирубка лісу є загрозою. Можна припустити, що вид зустрічається в деяких охоронних територіях.